# Brass Group
Il Brass Group è un progetto musicale jazz fondato nel 1974 a Palermo dal pianista Ignazio Garsia. Attualmente è una delle realtà jazz maggiori a livello nazionale, con collaborazioni con Charles Mingus, Franco Cerri, Frank Sinatra e Miles Davis, che hanno fatto del capoluogo siciliano «una delle capitali del jazz europeo».
Il club è richiamato nel titolo di un capitolo de La doppia vita di M.Laurent, dello scrittore palermitano Santo Piazzese.

## La storia
Dall'esperienza musicale dei primissimi anni, concretizzata nella costituzione di un'Orchestra Jazz diretta da Ignazio Garsia stesso (la “Brass Group Big Band”), nacque l'idea di fondare un vero e proprio organismo che organizzava manifestazioni concertistiche, iniziate nel Brass Group Jazz Club di Via Duca della Verdura. Il locale venne individuato in un seminterrato a cui si arrivava dal livello terra attraverso una ripida rampa di scale. L'interno era angusto, il palco piccolo e invaso da cavi e strumenti musicali, i muri coperti da grezza tela da sacco per insonorizzare l'ambiente. Il concerto d'inaugurazione del club, nel 1974, venne affidato al trio del chitarrista Irio de Paula, con esibizioni previste per il fine settimana ma che, per il grande successo riscontrato, si prolungarono per altri sette giorni consecutivi. Dopo l'inizio di quella stagione palermitana, vennero costituite sedi autonome in varie città della Sicilia (Alcamo, Acireale, Castelvetrano, Catania, Messina, Siracusa, Trapani) alcune delle quali ancora operative (Trapani, Catania, Messina, Acireale e Alcamo). Il Brass Group è anche una scuola per giovani musicisti, ospita nella propria sede i corsi della "Brass Academy".

## La Sede

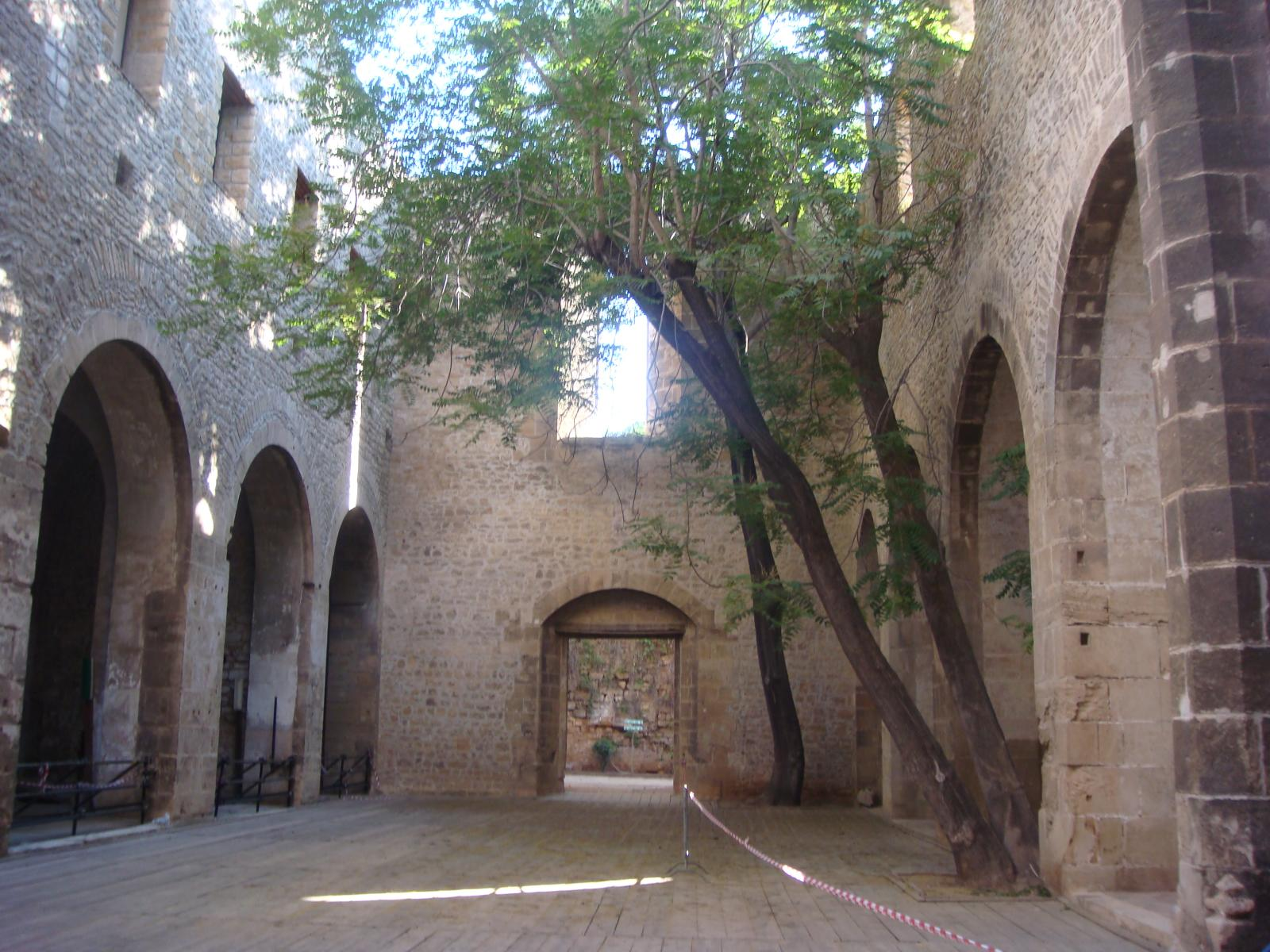
Chiesa di Santa Maria dello Spasimo, sede della fondazione

La sede del Brass Group di Palermo, nel frattempo divenuto Fondazione, si trova all'interno della chiesa di Santa Maria dello Spasimo situata nel quartiere arabo della Kalsa.
Dal luglio 1995 la chiesa "scoperchiata" viene utilizzata per i concerti.
Nel 2010 la Regione Siciliana ha dato in affidamento alla Fondazione il Real Teatro Santa Cecilia,  struttura ideata ed edificata a Palermo tra il 1692 e il 1693 dall'Unione dei Musici.

## Registrazioni dei concerti dal vivo
- I grandi concerti. The Brass Group Palermo, Vol. 1, a cura del CRICD (Regione siciliana)[13]; Lee Konitz e Woody Shaw, Chet Baker e Massimo Urbani, Joe Henderson, Dexter Gordon e Art Farmer
- I grandi concerti. The Brass Group Palermo, Vol. 2, CRICD (Regione siciliana); Charles Mingus (1976), Max Roach (1986), Chet Baker (1980), Gil Evans con l'Orchestra Jazz Siciliana (1986), Milt Jackson (1980), Phil Woods (1984), Sphere (1985)
- I grandi concerti. The Brass Group Palermo, Vol. 3, CRICD (Regione siciliana); Oscar Peterson, Stan Getz, Barney Kessel, Woody Shaw, Clark Terry, Tony Scott con l'Orchestra Jazz Siciliana